# Hot Rod: Garage to Glory
Hot Rod: Garage to Glory es un videojuego de carreras desarrollado por Canopy Games y publicado por ValuSoft para Microsoft Windows el 2 de agosto de 2004. Es la secuela de Hot Rod: American Street Drag.

## Jugabilidad
De la revista Hot Rod, aquí hay un juego que te da la posibilidad de comprar automóviles usados, arreglarlos y luego arrastrarlos.
Comienzas con $3500 y sin auto. A partir de ahí, debe elegir un automóvil usado para comprar. Una vez que tenga un automóvil, querrá arreglarlo. Puede reparar muchas partes del chasis, el motor y la carrocería del automóvil. 
A partir de ahí, querrá comenzar a correr a través de las múltiples pistas para ganar más dinero y poder actualizar su automóvil a un automóvil muy rápido. El objetivo es seguir mejorando su automóvil para que pueda ganar todos los torneos de carreras de arrastre y obtener su automóvil en las portadas de las revistas Hot Rod.